# Zmarli w styczniu 2014

## Styczeń 2014
- 31 stycznia
  - Nina Andrycz – polska aktorka[1]
  - Anna Gordy Gaye – amerykańska bizneswoman, autorka piosenek, kompozytorka[2]
  - Abdirizak Haji Hussein – somalijski polityk, premier Somalii w latach 1964–1967[3]
  - Aleksandr Iwaszkin – rosyjski wiolonczelista i kompozytor[4]
  - Miklós Jancsó – węgierski reżyser filmowy[5]
  - Christopher Jones – amerykański aktor[6]
- 30 stycznia
  - Jean Babilée – francuski tancerz i choreograf[7]
  - Krzysztof Birula-Białynicki – polski hokeista, olimpijczyk (1972)[8]
  - Stefan Bałuk – polski fotografik, fotoreporter wojenny, generał brygady Wojska Polskiego, cichociemny, uczestnik powstania warszawskiego[9]
  - Cornelius Pasichny – kanadyjski duchowny Kościoła katolickiego obrządku bizantyjsko-ukraińskiego, bazylianin. W latach 1996–1998 eparcha Saskatoon, następnie w latach 1998–2003 eparcha Toronto[10]
  - Tadeusz Szurman – polski duchowny luterański, biskup diecezji katowickiej Kościoła Ewangelicko-Augsburskiego[11]
  - Andrzej Żarnecki – polski aktor[12]
- 29 stycznia
  - Roger Pomphrey – brytyjski gitarzysta i reżyser telewizyjny[13]
  - Robert Resnick – amerykański fizyk[14]
  - Tarit Kumar Sett − indyjski kolarz szosowy[15]
  - Janina Weneda – polska pisarka powieści historycznych[16]
- 28 stycznia
  - Mieczysław Cukrowski – major Wojska Polskiego, żołnierz Armii Krajowej, uczestnik akcji rozbicia więzienia UB w Kielcach w nocy z 4 na 5 sierpnia 1945[17]
  - Hienadź Hruszawy − białoruski filozof, polityk niepodległościowy, działacz społeczny, filantrop[18]
  - Tom Sherak – amerykański producent filmowy, prezydent Amerykańskiej Akademii Filmowej w latach 2009–2010[19]
  - Jerzy Antoni Woźniak − polski operator, reżyser i realizator telewizyjny, reżyser teatralny, pedagog, w latach 2002–2008 rektor Szkoły Filmowej w Łodzi[20]
- 27 stycznia
  - Harald Krusche − magister inżynier chemii, rotmistrz kawalerii Wojska Polskiego[21]
  - Eric Lawson – amerykański aktor[22]
  - Ichirō Nagai – japoński aktor[23]
  - Pete Seeger – amerykański muzyk folkowy[24]
  - Stepan Chapman, pisarz fantastyki (ur. 1951)
- 26 stycznia
  - Tom Gola – amerykański koszykarz[25]
  - Oleg Imriekow – rosyjski piłkarz[26]
  - Margery Mason – angielska aktorka[27]
  - José Emilio Pacheco – meksykański poeta[28]
  - Zdzisław Rachtan – polski żołnierz podziemia niepodległościowego w czasie II wojny światowej[29]
  - Jewhen Stachiw – ukraiński działacz niepodległościowy[30]
- 25 stycznia
  - Szczepan Baum – polski architekt[31]
  - Ryszard Jany – polski żużlowiec[32]
  - Kurt Krenn – austriacki duchowny katolicki, biskup St. Pölten[33]
  - Bohdan Poręba – polski reżyser filmowy i teatralny, scenarzysta, polityk, publicysta[34]
  - Gyula Sax – węgierski szachista[35]
- 24 stycznia
  - Szulammit Alloni – izraelska polityk[36]
  - Igor Badamczin – rosyjski biegacz narciarski[37]
  - Abdelkader El Brazi – marokański piłkarz[38]
- 23 stycznia
  - Violetta Ferrari – węgierska aktorka[39]
  - Józef Konieczny – polski piłkarz[40]
  - Riz Ortolani – włoski kompozytor muzyki filmowej[41]
  - Jan Pesman – holenderski łyżwiarz szybki[42]
  - Béla Várady – węgierski piłkarz[43]
- 22 stycznia
  - Luis Ávalos – kubański aktor[44]
  - Arthur Bellamy – angielski piłkarz[45]
  - Roman Kumłyk – huculski muzyk folkowy[46]
  - Akkineni Nageshwara Rao – indyjski aktor[47]
- 21 stycznia
  - Jerzy Chłopecki – polski socjolog i politolog, profesor nauk humanistycznych[48]
  - Georgi Sławkow – bułgarski piłkarz[49]
  - Roar Woldum – norweski pływak[50]
- 20 stycznia
  - Claudio Abbado – włoski dyrygent, pianista[51]
  - Konstandinos Filinis – grecki polityk i publicysta, eurodeputowany II kadencji (1985–1989)[52]
  - Janusz Galewicz – polski reżyser, scenarzysta i autor sztuk dla dzieci[53]
  - Maciej Geller – polski fizyk, działacz opozycji w okresie PRL[54]
  - Leslie Lee – amerykański dramaturg[55]
  - John Mackey – nowozelandzki duchowny katolicki, biskup Auckland[56]
  - Otis G. Pike – amerykański polityk, członek Izby Reprezentantów (1961–1979)[57]
- 19 stycznia
  - Christopher Chataway – brytyjski lekkoatleta, średnio i długodystansowiec, polityk[58]
  - Józef Marceli Dołęga – polski duchowny katolicki i filozof[59]
  - Steven Fromholz – amerykański komik, piosenkarz i autor tekstów[60]
  - Michał Joachimowski – polski lekkoatleta, trójskoczek, olimpijczyk, prawnik i polityk[61]
  - Czesław Robotycki – polski etnolog i antropolog kulturowy[62]
  - Bert Williams – angielski piłkarz[63]
- 18 stycznia
  - Michael Botmang – nigeryjski polityk, gubernator stanu Plateau[64]
  - Fergie Frederiksen – amerykański wokalista, członek zespołu Toto[65]
  - Andy Graver – angielski piłkarz[66]
  - Irena Kornatowska – polska psychiatra, działaczka społeczna, prezes zarządu Fundacji Dzieci Niczyje[67]
  - Wojciech Krukowski – polski historyk sztuki, dyrektor Centrum Sztuki Współczesnej[68]
  - Sarah Marshall – angielska aktorka[69]
- 17 stycznia
  - Suchitra Sen – indyjska aktorka[70]
- 16 stycznia
  - Zofia Als-Iwańska – polska polityk, posłanka na Sejm PRL III kadencji (1961–1965)[71]
  - Ruth Duccini – amerykańska aktorka[72]
  - Russell Johnson – amerykański aktor[73]
  - Dave Madden – amerykański aktor[74]
  - Hirō Onoda – japoński wojskowy, porucznik Cesarskiej Armii Japońskiej[75]
  - Bence Rakaczki – węgierski piłkarz[76]
  - José Sulaimán – meksykański prezydent federacji bokserskiej WBC[77]
- 15 stycznia
  - José de Jesús Garcia Ayala – meksykański duchowny katolicki, biskup Campeche[78]
  - John Dobson – amerykański astronom amator[79]
  - Eugeniusz Haneman – polski operator filmowy i fotograf[80]
  - Zdzisław Kamiński – polski żołnierz podziemia niepodległościowego w czasie II wojny światowej, lekarz[81]
  - Roger Lloyd-Pack – brytyjski aktor[82]
  - Cassandra Lynn – amerykańska modelka, playmate[83]
  - Giennadij Matwiejew – rosyjski piłkarz, trener[84]
  - Kazimierz Obuchowski – polski psycholog, specjalizujący się w psychologii klinicznej oraz psychologii osobowości[85]
  - Krzysztof Przecławski – polski socjolog turystyki[86]
- 14 stycznia
  - Juan Gelman – argentyński poeta i działacz polityczny[87]
- 13 stycznia
  - Bobby Collins – szkocki piłkarz[88]
  - Anjali Devi – indyjska aktorka[89]
  - Jean-François Fauchille – francuski pilot rajdowy[90]
  - Ronny Jordan – brytyjski wokalista i gitarzysta jazzowy[91]
  - Freddie Fingers Lee – brytyjski piosenkarz i gitarzysta rockowy[92]
- 12 stycznia
  - Neal Barrett Jr. – amerykański pisarz science-fiction[93]
  - Alexandra Bastedo – brytyjska aktorka[94]
  - John Button – brytyjski kierowca rallycrossowy[95]
  - Bożena Gniedziuk – polska piłkarka ręczna[96]
  - John Horsley – angielski aktor[97]
  - Michael Lathrop Strang – amerykański polityk[98]
  - Gyula Török – węgierski bokser, mistrz olimpijski[99]
- 11 stycznia
  - Keiko Awaji – japońska aktorka[100]
  - Józef Kalisz – polski polityk, urzędnik państwowy i geodeta[101]
  - Alphonsus Augustus Sowada – indonezyjski biskup rzymskokatolicki[102]
  - Grzegorz Sporakowski – polski dziennikarz[103]
  - Ariel Szaron – izraelski polityk, premier w latach 2001–2006[104]
  - Jerome Willis – brytyjski aktor[105]
- 10 stycznia
  - Kathryn Findlay – brytyjska architekt[106]
  - Vüqar Həşimov – azerski szachista[107]
  - Zbigniew Messner – polski ekonomista, premier PRL w latach 1985–1988[108]
  - Salvatore Nicolosi – włoski duchowny katolicki, biskup Noto[109]
  - Ian Redford – szkocki piłkarz[110]
- 9 stycznia
  - Amiri Baraka – amerykański poeta, pisarz i krytyk muzyczny[111]
  - Roy Campbell – amerykański trębacz jazzowy[112]
  - Josep Maria Castellet – hiszpański pisarz, poeta i krytyk literacki[113]
  - Bill Conlin – amerykański dziennikarz[114]
  - Stanisław Dąbrowski – polski sędzia, Pierwszy Prezes Sądu Najwyższego i przewodniczący Trybunału Stanu[115]
  - Bryan Fairfax – australijski dyrygent[116]
  - Chawka Folman-Raban – żydowska działaczka ruchu oporu w getcie warszawskim[117].
  - Luis García – wenezuelski baseballista[118]
  - Jurij Gołow – rosyjski piłkarz[119]
  - Winfried Hassemer – niemiecki sędzia Trybunału Konstytucyjnego[120]
  - Chaudhry Aslam Khan – pakistański szef policji[121]
  - Władysław Lubaś – polski językoznawca-polonista i slawista[122]
  - Lorella De Luca – włoska aktorka[123]
  - Dale Mortensen – amerykański ekonomista, laureat Nagrody Nobla dziedzinie ekonomii w 2010[124]
  - Věra Tichánková – czeska aktorka[125]
- 8 stycznia
  - Vicente T. Blaz – amerykański polityk[126]
  - Vishwanath Bondre – indyjski krykiecista[127]
  - Maciej Dunal – polski wokalista i aktor musicalowy[128]
  - André Gernez – francuski lekarz[129]
  - Richard Inskeep – amerykański publicysta[130]
  - Heinz-Jürgen Kartenberg – niemiecki fotoreporter[131]
  - Franciszek Łachowski – polski działacz partyjny i państwowy, wicewojewoda lubelski[132]
  - Barbara Niemiec – polska filolog,  działaczka polityczna i opozycyjna, dziennikarka, członkini Trybunału Stanu[133]
  - Edward N. Ney – amerykański dyplomata[134]
  - Marsha Ogilvie – amerykańska polityk[135]
  - Antonino P. Roman – filipiński polityk[136]
  - Selçuk Uluergüven – turecki aktor[137]
- 7 stycznia
  - Ivan Ladislav Galeta – chorwacki reżyser[138]
  - Paul Goggins – brytyjski polityk[139]
  - Emiel Pauwels – belgijski lekkoatleta[140]
  - Run Run Shaw – chiński producent filmowy[141]
  - Roy Warhurst – angielski piłkarz[142]
- 6 stycznia
  - Guy Couach – francuski przedsiębiorca[143]
  - Marina Ginestà – francuska dziennikarka, tłumacz[144]
  - Magdalena Grodzka-Gużkowska – polska pisarka, uczestniczka Powstania Warszawskiego, odznaczona Medalem „Sprawiedliwy wśród Narodów Świata”[145]
  - Karel Gut – czeski hokeista[146]
  - Uday Kiran – indyjski aktor[147]
  - Karlheinz Küting – niemiecki ekonomista[148]
  - Larry D. Mann – kanadyjski aktor[149]
  - Thomas Patrick Melady – amerykański dyplomata[150]
  - James Moorhouse – brytyjski polityk i inżynier, poseł do Parlamentu Europejskiego I, II, III i IV kadencji (1979–1999)[151]
  - Tesshin Okada – japoński bokser[152]
  - H. Owen Reed – amerykański kompozytor[153]
  - Luc Romann – francuski pisarz i kompozytor[154]
  - Julian Rotter – amerykański psycholog[155]
  - Nikołaj Szmielow – radziecki polityk i ekonomista[156]
  - Mónica Spear – wenezuelska aktorka, modelka[157]
  - Hugo de la Torre – argentyński śpiewak[158]
  - Todd Williams – amerykański futbolista[159]
- 5 stycznia
  - Muhammad Binkitaf (M’hamed Benguettaf) – algierski dramaturg i aktor[160]
  - Terry Biddlecombe – brytyjski dżokej[161]
  - Philippe Boiry – francuski pretendent do tronu Królestwa Araukanii i Patagonii[162]
  - Jerry Coleman − amerykański baseballista i trener[163]
  - Eusébio – portugalski piłkarz[164]
  - Augusto Graziani – włoski ekonomista i polityk[165]
  - Brian Hart – brytyjski kierowca wyścigowy[166]
  - Simon Hoggart – brytyjski dziennikarz[167]
  - Annamária Kinde – węgierska poetka[168]
  - Josip Kleczek – czeski astrofizyk[169]
  - János Kristófi – węgierski malarz[170]
  - Alma Muriel – meksykańska aktorka[171]
  - Nelson Ned – brazylijski piosenkarz[172]
  - Władysław Serczyk – polski historyk[173]
  - Ray Williams – walijski rugbysta[174]
  - Carmen Zapata – amerykańska aktorka[175]
  - Mustapha Zitouni – francusko-algierski piłkarz[176]
- 4 stycznia
  - Jan Bijak – polski dziennikarz[177]
  - Czesław Borodziej – polski lekkoatleta, oszczepnik[178]
  - Donald Forst – amerykański wydawca[179]
  - Eva Ganizate – francuska sopranistka[180]
  - Siergiej Kozłow – rosyjski piłkarz i trener[181]
  - Kassum Leigh – gambijski polityk[182]
  - Marjo Loukkola – fiński narciarz[183]
  - Madżid al-Madżid – saudyjski terrorysta[184]
  - Jean Métellus – haitański poeta[185]
  - George Muhle – niemiecki działacz sportowy[186]
  - Josef Staribacher – austriacki polityk[187]
- 3 stycznia
  - Guillermo Arriaga Fernández – meksykański tancerz, kompozytor i choreograf[188]
  - Eric Barnes – brytyjski piłkarz[189]
  - Sylvia Bassot – francuska polityk[190]
  - Carlos Manuel de Céspedes y García Menocal – kubański pisarz i teolog[191]
  - Robert Diligent – francuski dziennikarz[192]
  - Phil Everly – amerykański muzyk rockowy, country i rockabilly, członek duetu The Everly Brothers[193]
  - Horacio Fargosi – argentyński finansista, Prezes Giełdy Papierów Wartościowych w Buenos Aires[194]
  - Manuel Medeiros Ferreira – portugalski muzyk i kompozytor[195]
  - George Goodman – amerykański pisarz, analityk ekonomii[196]
  - Yasuki Hamano – japoński ekspert medialny[197]
  - Esko Helle – fiński polityk[198]
  - László Helyey – węgierski aktor[199]
  - Wolfgang Kaden – niemiecki urolog, twórca sztucznej nerki[200]
  - Hryhorij Kochan – ukraiński aktor i scenarzysta[201]
  - Hans Litterscheid – niemiecki polityk[202]
  - Alicia Rhett – amerykańska aktorka[203]
  - Jurij Ustimienko – rosyjski wiceadmirał, były pierwszy zastępca dowódcy Floty Północnej[204]
  - Takajin Yashiki – japoński piosenkarz i prezenter telewizyjny[205]
  - Saul Zaentz – amerykański producent filmowy[206]
  - Rolf Zeeb – niemiecki polityk[207]
- 2 stycznia
  - Terry Biddlecombe – angielski dżokej[208]
  - Jeanne Brabants – belgijska tancerka i choreografka[209]
  - Javier de Cambra – hiszpański dziennikarz muzyczny[210]
  - Urban Ehm – niemiecki rzeźbiarz[211]
  - Louis George – polityk, minister edukacji Saint Lucia w latach 1982–1997[212]
  - Bernard Glasser – amerykański producent filmowy[213]
  - Elizabeth Jane Howard – brytyjska pisarka[214]
  - R. Crosby Kemper Jr. – amerykański bankier i filantrop[215]
  - Thomas Kurzhals – niemiecki klawiszowiec, kompozytor i muzyk rockowy[216]
  - Czesław Leśniak – polski ekonomista[217]
  - Franciszek Malinowski – polski dziennikarz[218]
  - Li Ming – chiński producent filmowy[219]
  - Yōko Mitsui – japoński poeta[220]
  - Mamadou Ndala – kongijski wojskowy[221]
  - Harald Nugiseks – estoński żołnierz Waffen-SS, odznaczony Krzyżem Żelaznym[222]
  - Al Porcino – amerykański trębacz jazzowy[223]
  - Dorothea Gräfin Razumovsky – niemiecka dziennikarka[224]
  - Anne Dorte von Rosenborg – członkini duńskiej rodziny królewskiej[225]
  - Dirk Sager – niemiecki dziennikarz[226]
  - Wiktor Taljanow – radziecki trener narciarstwa alpejskiego[227]
  - Li Tai-hsiang – tajwański muzyk[228]
  - Jay Traynor – amerykański piosenkarz[229]
  - Sami Ulami – amerykański perkusista jazzowy[230]
  - Klaus Vieten – niemiecki geolog i mineralog[231]
  - Mike Vraney – amerykański producent filmowy[232]
- 1 stycznia
  - Dorothy Baldwin – brytyjska superstulatka[233]
  - Herman Pieter de Boer(inne języki) – holenderski pisarz, dziennikarz[234]
  - Simone Bosé – hiszpański producent muzyczny[235]
  - Concha Carretero – hiszpański działacz socjalistyczny[236]
  - Traian T. Coșovei – rumuński poeta[237]
  - Pierre Cullaz – francuski muzyk jazzowy[238]
  - Pete DeCoursey – amerykański dziennikarz[239]
  - Dżamal al-Dżamal – palestyński dyplomata, ambasador w Czechach[240]
  - Jerzy Hejosz – polski piłkarz[241]
  - Hugo García Robles – urugwajski pisarz i krytyk sztuki[242]
  - Michael Glennon – australijski duchowny katolicki, pedofil[243]
  - James H. Harless – amerykański przemysłowiec i filantrop[244]
  - Milan Horvat – chorwacki dyrygent[245]
  - Jorge Jottar – chilijski strzelec sportowy, skeecista[246]
  - Patrick Karegeya – szef wywiadu Rwandy w latach 1994–2004[247]
  - Higashifushimi Kunihide – japoński mnich buddyjski, wuj cesarza Akihito[248]
  - Wolfgang Lenz – niemiecki grafik i malarz[249]
  - William Mgimwa – tanzański polityk[250]
  - Juanita Moore − amerykańska aktorka[251]
  - Dżafar Namdar – irański międzynarodowy sędzia piłki nożnej[252]
  - Robert Nugent – amerykański ksiądz katolicki, założyciel „Nowej Drogi Duszpasterskiej”[253]
  - Susanna Pieczuro – rosyjska dysydentka[254]
  - Igor Popow – rosyjski architekt, dyrektor artystyczny teatru Rosyjskiej Szkoły Sztuki Dramatycznej[255]
  - Manuel Seabra – portugalski polityk[256]
  - Josep Seguer – hiszpański piłkarz, trener[257]
  - Tabby Thomas – amerykański muzyk bluesowy[258]
  - Hans-Peter Voigt – niemiecki polityk[259]
  - Tokuo Yamashita – japoński polityk[260]